# Koșarî, Konotop
Koșarî (în ucraineană Кошари) este localitatea de reședință a comunei Koșarî din raionul Konotop, regiunea Sumî, Ucraina.

## Demografie
Componența lingvistică a localității Koșarî
     Ucraineană (96,26%)
     Rusă (2,07%)
     Română (1,48%)
Conform recensământului din 2001, majoritatea populației localității Koșarî era vorbitoare de ucraineană (96,26%), existând în minoritate și vorbitori de rusă (2,07%) și română (1,48%).